# Klützow (Adelsgeschlecht)
Klützow (historisch auch: Clossowe, Clutsow, Clutzowe, Clutzsow, Klutzow oder Clützo) ist der Name eines uckermärkisch-brandenburgischen Adelsgeschlechts.

## Geschichte

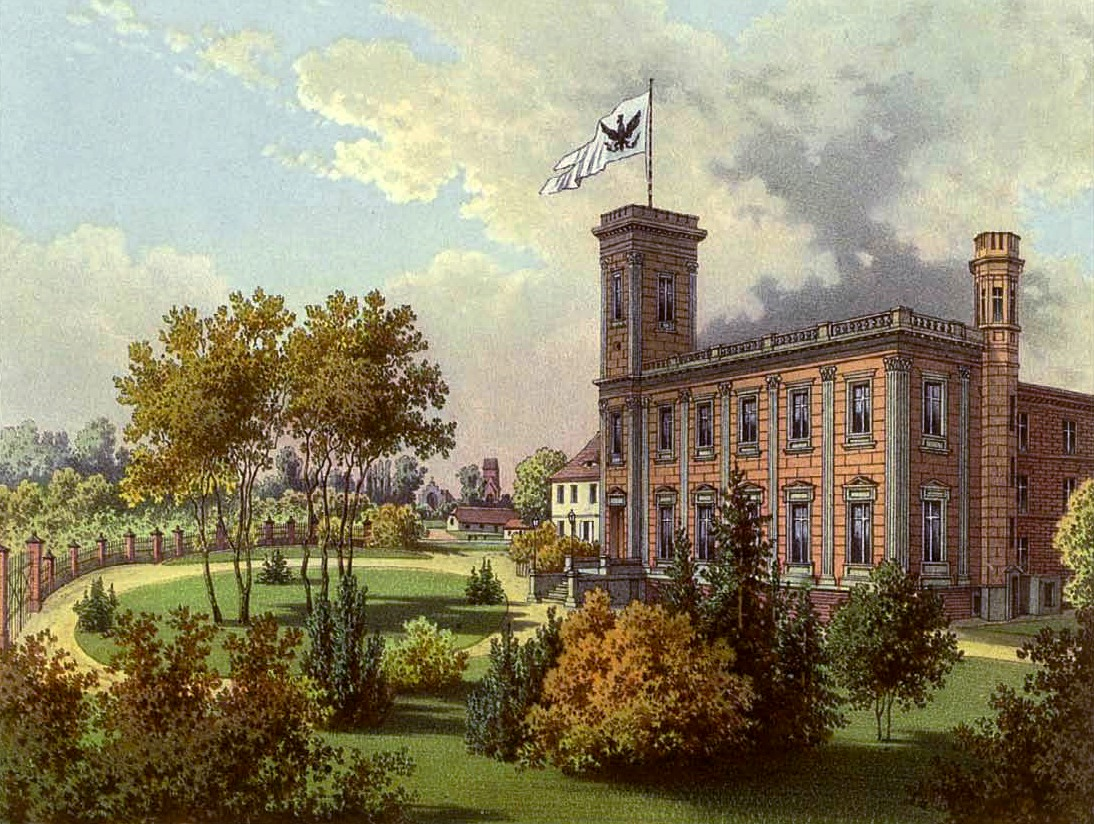
Herrenhaus Dedelow um 1871/73, Sammlung Alexander Duncker

Das Geschlecht gehört zum pommerscher Uradel, wo es mit dem gleichnamigen Klützow im späteren Kreis Pyritz seinen Stammsitz hatte. Mit Heidenricus de Clutsow wurde es ebd. 1269 zuerst urkundlich genannt. Die Familie siedelte noch im Mittelalter in die Uckermark über, wo sie seit spätens 1375 mit Dedelow ihr neues Stammgut hatte. Am 2. März 1384 wird dort Hans von Klützow als Grundherr der Familie genannt. Zeitweise bestanden noch zwei Rittersitze in Dedelow. Mit Jakob von Klützow auf Dedelow beginnt um 1500 die Stammreihe der Familie. Das Gut war seit 28. Oktober 1877 ein Fideikommiss, blieb bis in die erste Hälfte des 20. Jahrhunderts in Familienbesitz und umfasste zuletzt mit dem Vorwerk Steinfurth 936 ha. Weiterer zeitweiser Gutsbesitz in Brandenburg bestand zu Falkenhagen, Kraatz, Petznick, Raakow, Trampe, Schönfeld, Sperrenwalde sowie Markau. Im 19. Jahrhundert war die Familie auch kurzzeitig zu Rzuchau und Krausendorf in Schlesien begütert. Krausendorf im Kreis Landeshut wurde Mitte der 1930er Jahre durch die Deutsche Ansiedlungbank Berlin (Deutsche Ansiedlungsgesellschaft) aufgeteilt worden. Dedelow verblieb als letzter namhafter Besitz.

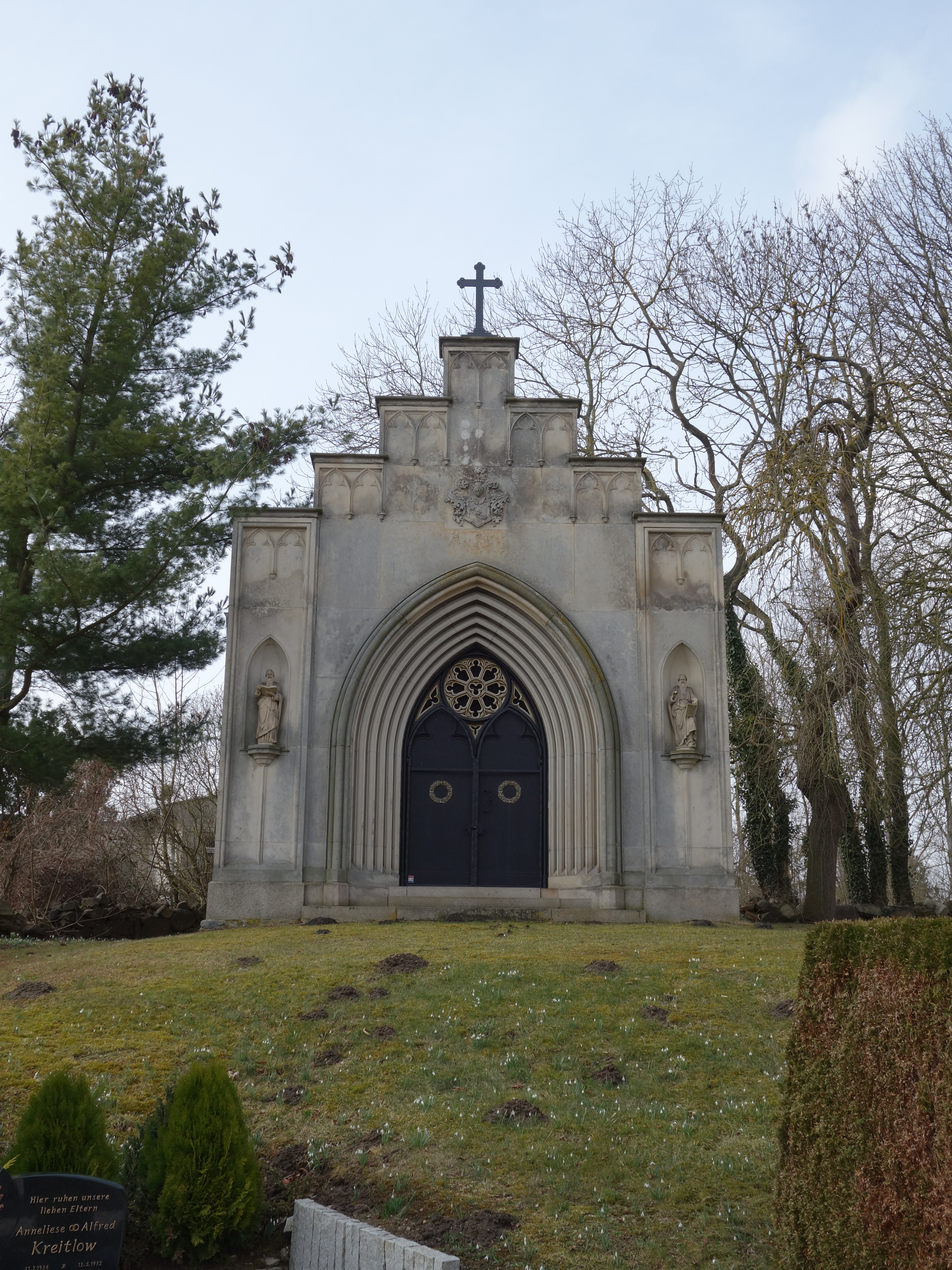
Erbbegräbnis derer von Klützow, Mausoleum Dedelow auf dem Friedhof der Dorfkirche Dedelow (2018)

## Angehörige
- Hermann von Klützow (1813–1902), preußischer Wirklicher Geheimer Rat, Hauptritterschaftsdirektor[7] des Kur- und Neumärkisches Ritterschaftliches Kreditinstituts, Mitglied im Preußischen Herrenhaus,[8] Domherr von Brandenburg, Ordens-Schatzmeister des Johanniterordens[9]
- Heinrich von Klützow (1816–1861), preußischer Major, Kommandeur des Kürassier-Regiment „Königin“ (Pommersches) Nr. 2
- Alfred von Klützow (1828–1878), preußischer Landrat des schlesischen Kreises Landeshut

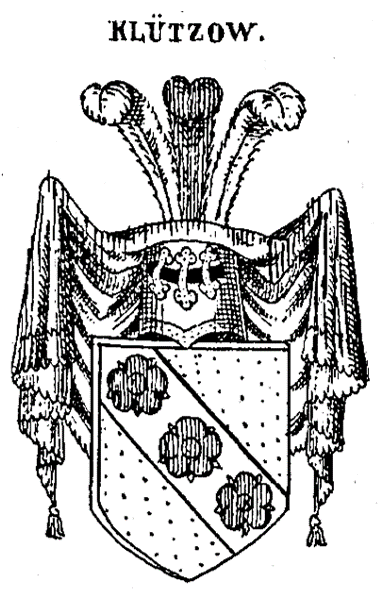
Wappen derer von Klützow bei Johann Siebmacher

## Wappen
Blasonierung: In Gold ein silberner Schrägrechtsbalken, belegt mit drei roten Rosen mit goldenen Butzen und grünen Blattspitzen zwischen den Blättern. Auf dem Helm mit rot-goldenen Decken eine rote Rose mit natürlichem Blätterstengel.